# 叉葉毛氈苔
叉叶茅膏菜（学名：Drosera binata）是一種原生於紐澳的大型多年生茅膏菜，是茅膏菜属少数不自花授粉而依靠昆蟲進行異花授粉的物種之一。叉叶茅膏菜得名於其分岔，有黏液的捕蟲葉。單片捕蟲叶最長可達50cm。
叉叶茅膏菜全年無休眠期。分布在亞熱帶，對冷熱環境適應力強，並廣泛運用在園藝中。